# Nemoura chinonis
Nemoura chinonis är en bäcksländeart som beskrevs av Okamoto 1922. Nemoura chinonis ingår i släktet Nemoura och familjen kryssbäcksländor. Inga underarter finns listade i Catalogue of Life.